# Charinus mysticus
Espèce
Charinus mysticus est une espèce d'amblypyges de la famille des Charinidae.

## Distribution
Cette espèce est endémique de Bahia au Brésil,. Elle se rencontre à Gentio do Ouro dans la grotte Caverna Encantados et à Central dans la grotte Gruta Rolling Stones.

## Description
La carapace de la femelle holotype mesure 5,5 mm de long sur 7,0 mm et l'abdomen 7,5 mm.
La carapace du mâle décrit par Miranda, Giupponi, Prendini et Scharff en 2021 mesure 5,12 mm de long sur 7,04 mm et celle de la femelle 4,45 mm de long sur 5,94 mm.

## Publication originale
- Giupponi & Kury, 2002 : « A new species of Charinus Simon, 1892 from northeastern Brazil (Arachnida, Amblypygi, Charinidae). » Boletim do Museu Nacional Rio de Janeiro Zoologia, vol. 477, p. 1-7.